# Административна подела Бангладеша
Бангладеш је подељен у седам управних области (дивизија), од којих сваки носи име највећег града у области.

## Списак округа
- Барисал
- Дака
- Кулна
- Раџшахи
- Рангпур
- Силхет
- Читагонг

Дака је главни град и највећи град Бангладеша. Остали већи градови у земљи: Читагонг, Кулна, Рајшахи, Силхет, Барисал, Цомила, Рангпур. У великим градовима, постоји процедура избора градоначелника, док за остале општине градоначелника бира председник.

## Демографија
| № | Област     | Администрат. центар | Површина км² | Становника (1991) | Становника (2001) | Становника (2011) | Становника (2021) | Насељеност ст./км² |
| - | ---------- | ------------------- | ------------ | ----------------- | ----------------- | ----------------- | ----------------- | ------------------ |
| 1 | Барисал    | Барисал             | 13.225       | 7.462.643         | 8.173.718         | 8.325.666         | 9.713.000         | 734                |
| 2 | Дака       | Дака                | 31.178       | 32.665.975        | 39.044.716        | 47.424.418        | 42.607.000        | 2.069              |
| - | Мајмансинг | Мајмансинг          | -            | -                 | -                 | -                 | 13.457.000        | 1.271              |
| 3 | Кулна      | Кулна               | 22.284       | 12.688.383        | 14.705.223        | 15.687.759        | 18.217.000        | 817                |
| 4 | Раџшахи    | Раџшахи             | 18.153       | 14.212.065        | 16.354.723        | 18.484.858        | 21.607.000        | 1.190              |
| 5 | Рангпур    | Рангпур             | 16.184       | 11.997.979        | 13.847.150        | 15.787.758        | 18.868.000        | 1.166              |
| 6 | Силхет     | Силхет              | 12.635       | 6.765.039         | 7.939.343         | 9.910.219         | 12.463.000        | 986                |
| 7 | Читагонг   | Читагонг            | 33.909       | 20.522.908        | 24.290.384        | 28.423.019        | 34.747.000        | 1.025              |
| — | Бангладеш  | Дака                | 147.569      | 106.314.992       | 124.355.263       | 149.772.364       | 171.679.000       | 1.163              |